# ベター・シスター
『ベター・シスター』（The Better Sister）は、クレイグ・ガレスピーが監督し、ジェシカ・ビールとエリザベス・バンクスが主演したアメリカのスリラードラマのミニシリーズ。本作は2019年のアラフェア・バークの同名小説の映像化である。シリーズは2025年5月29日に公開された。

## 設定
疎遠になっていた二人の姉妹が、一人の夫が殺害された後、強制的に一緒に暮らすことになる。

## 登場人物と配役

### メイン
- クロエ・テイラー
  - ジェシカ・ビール（安藤麻吹）
  - 雑誌『リアル・シング』の編集長
- ニッキー・マッキントッシュ
  - エリザベス・バンクス（魏涼子）
  - クロエの、疎遠になっていたアルコール依存症の姉
- アダム・マッキントッシュ
  - コリー・ストール（山野井仁）
  - クロエの夫で、ニッキーの元夫
- ナンシー・ガードリー刑事（ナン）
  - キム・ディケンズ（幸田直子）
  - アダム殺人事件を捜査するイーストハンプトン（英語版）の刑事
- イーサン・マッキントッシュ
  - マクスウェル・エイシー・ドノヴァン（宮崎遊）
  - ニッキーとアダムの実子
- マット・ボーエン刑事
  - ボビー・ナデリ（高瀬右光）
  - アダム殺人事件を捜査するナンシーの相棒
- ジェイク・ロドリゲス
  - ガブリエル・スロイヤー（英語版）（村井雄治）
  - アダムの法律事務所の弁護士でクロエの愛人
- ビル・ブラドック
  - マシュー・モディーン（佐々木祐介）
  - アダムとジェイクが働く法律事務所の創設パートナー
- キャサリン・ランカスター
  - ロレイン・トゥーサント（斉藤貴美子）
  - クロエのメンターであり友人でもある『リアル・シング』の出版人
- ミシェル・サンダース
  - グロリア・ルーベン（東内マリ子）
  - ジェイクがイーサンの代理人として推薦した弁護士

### リカーリング
- ドアマンのアーティ
  - マイケル・ハーニー（英語版）（山本満太）
  - クロエ、アダム、イーサンが暮らすマンハッタンのビルのドアマン
- シーラ
  - ジャネル・モロニー（英語版）
  - クロエとニッキーの母親
- ハンク
  - フレッド・ウェラー（英語版）
  - クロエとニッキーの父親
- クラーク
  - ジョン・フィン
  - イーストハンプトン警察の署長でナンとマットのボス
- ケン
  - ポール・スパーク（英語版）（小堀真生）
  - イーストハンプトンアルコール依存症ミーティングで出会ったニッキーの恋人
- エドワード・オリベロ
  - フランク・パンドー
  - アダムとジェイクを脅迫しているFBI捜査官

## エピソード
| 通算 話数 | タイトル                                    | 監督                   | 脚本                                            | 放送日        |
| --------- | ------------------------------------------- | ---------------------- | ----------------------------------------------- | ------------- |
| 1         | "私の姉" "She's My Sister"                  | クレイグ・ギレスピー   | オリヴィア・ミルチ                              | 2025年5月29日 |
| 2         | "広い空" "Lotta Sky"                        | レスリー・ホープ       | レジーナ・コッラード                            | 2025年5月29日 |
| 3         | "彼女が来る" "Incoming Widow"               | レスリー・ホープ       | アリエル・ドクトロフ                            | 2025年5月29日 |
| 4         | "ガスパチョ" "Gazpacho"                     | アザゼル・ジェイコブス | ブリタニー・ドゥシェイム & ローレン・ストレメル | 2025年5月29日 |
| 5         | "ただ尋ねろ" "Just Ask"                     | ドーン・ウィルキンソン | レジーナ・コラーッド                            | 2025年5月29日 |
| 6         | "支え" "Steadying Hand"                     | ドーン・ウィルキンソン | オリヴィア・ミルチ                              | 2025年5月29日 |
| 7         | "帰還" "Back from Red"                      | ステファニー・ラング   | レジーナ・コッラード                            | 2025年5月29日 |
| 8         | "自分たちの世界で" "They're In Their World" | ステファニー・ラング   | オリヴィア・ミルチ                              | 2025年5月29日 |

## 製作
このシリーズは、アラフェア・バークによる2019年の『The Better Sister』をオリヴィア・ミルチとレジーナ・コッラードが脚色したもの。エリザベス・バンクスが主役の一人とブラウン・ストーン・プロダクションズを通じて製作総指揮をつとめ、ジェシカ・ビールがもう一人の主役とアイアン・オーシャン・フィルムズを通じて製作総指揮をミシェル・パープルとともにつとめたシリーズのコンサルタントをつとめた。クレイグ・ギレスピーがフォーチュネイト・ジャック・プロダクションズをツーじてアニー・マーターとともに監督を努めた。このシリーズはトゥモロー・スタジオとAmazon MGMスタジオの共同制作で、トゥモロー・スタジオのマーティ・アデルスタイン、ベッキー・クレメンツ、アリッサ・バクナーが製作総指揮を務めた。
2024年6月にコリー・ストール、ボビー・ナデリ、キム・ディケンズ、マクスウェル・エイシー・ドノヴァンがキャストに加わった。
撮影はニューヨーク州で2024年6月に開始され、2024年10月まで続いた。

## 公開
シリーズは2025年5月29日にAmazon Prime Videoで全8話が公開された。

## 評価
レビュー収集サイトのRotten Tomatoesは、26人の批評家のレビューをもとに65%の支持率を報じた。ウェブサイトでの批評家の一致した見解は、「道徳的曖昧さを匂わせる濃密なミステリー『ベター・シスター』は、あまりにも模倣的すぎて驚きがうまく伝わらないが、エリザベス・バンクスとジェシカ・ビールの魅力的な組み合わせによって劇的に盛り上がっている」となっている。加重平均を利用するMetacriticは11人の批評家のレビューをもとに100点中の56点をあたえ、「賛否両論または平均的なレビュー」を示している。